# Рамон-и-Кахаль, Сантьяго
Сантья́го Рамо́н-и-Каха́ль (исп. Santiago Ramón y Cajal; 1 мая 1852 года, Петилья-де-Арагон — 17 октября 1934 года, Мадрид) — испанский врач и гистолог, один из основоположников современной нейробиологии. Лауреат Нобелевской премии по физиологии и медицине за 1906 год (совместно с Камилло Гольджи).

## Биография
Сантьяго Рамон-и-Кахаль родился 1 мая 1852 года в испанском городке Петилья-де-Арагон. Отец, Хусто Рамон Касасус, и мать, Антония Кахаль, происходили из городка Ларрес (исп.) в Уэске. В детстве учился сначала ремеслу парикмахера, а затем сапожника, но мечтал стать художником — его способности к рисованию видны в иллюстрациях к опубликованным работам. Однако его отец, профессор прикладной анатомии в университете Сарагосы, убедил его заняться медициной, что Рамон-и-Кахаль и сделал. Вместе с отцом они подготовили к выпуску анатомический атлас, рисунки к которому были выполнены Сантьяго Рамоном-и-Кахалем, однако книга не была опубликована.

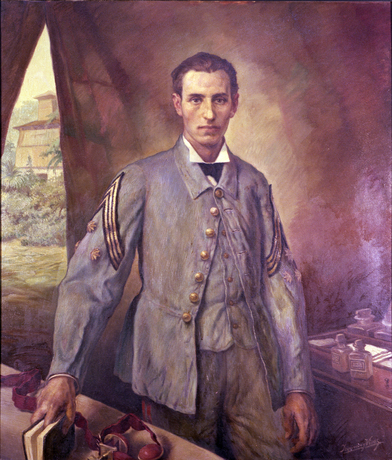
Рамон-и-Кахаль, капитан в Десятилетней войне на Кубе (1874)

В 1873 году в университет Сарагосы Рамон-и-Кахаль сдал экзамены на медицинскую лицензию и поступил на армейскую службу в качестве врача. Он принял участие в испанской военной экспедиции на Кубу 1874-1875 годов, во время которой переболел малярией и туберкулёзом, после чего оздоравливался в курортном городе Пантикоса в Пиренейских горах. 
По возвращении в Испанию ему предложили пост ассистента в школе анатомии медицинского факультета университета Сарагосы (1875 год), а затем, по его личной просьбе, назначили директором Музея Сарагосы (1879 год). В 1877 году в Мадриде Рамон-и-Кахаль получил звание доктора медицины, и в 1883 году был назначен профессором описательной и общей анатомии в Валенсии. В 1879 году Рамон-и-Кахаль женился на донье Сильверии Фаньянас Гарсия. В браке у них родились четыре дочери и три сына.
В 1887 году стал профессором гистологии и патологической анатомии в Барселоне, а в 1892-м занял такой же пост в Мадриде. В 1900—1901 годах был директором Национального института гигиены и Института биологических исследований.
Первые научные работы опубликовал в 1880 году. Среди важнейших трудов учёного: «Руководство по гистологии и микрографии» (1889), «Элементы гистологии» — переработанное издание первой книги (1897), «Руководство по общей патологической анатомии» (1890). В дополнение следует упомянуть «Новые представления о гистологической анатомии и нервных центрах» (1894), «Сборник статей о нервной системе человека и позвоночных» (1897—1899), «Сетчатка глаза позвоночных» (1894).
Помимо этих работ Рамон-и-Кахаль опубликовал более сотни статей в испанских и французских научных журналах, большая часть которых касалась гистологической структуры нервной системы и других тканей, а также различных аспектов общей патологии. Эти статьи разошлись по многим изданиям, некоторые были собраны Рамоном-и-Кахалем и его учениками в «Ежеквартальном обзоре нормальной и патологической гистологии» (начал издаваться в 1888 году), затем многие появлялись под заголовком «Сообщения лаборатории биологических исследований Мадридского университета».
Работы Рамона-и-Кахаля по структуре коры головного мозга в 1900—1901 годах были частично объединены и переведены на немецкий язык Й. Бреслером.
Перу Рамона-и-Кахаля принадлежат «Правила научных исследований», выдержавшие шесть изданий на испанском языке и перевод на немецкий (1933).
Рамон-и-Кахаль является одним из создателей теории цветной фотографии. Ему принадлежат сочинения философского и литературного характера.
Умер 17 октября 1934 года в Мадриде.

## Вклад в науку
1. Создание на основе клеточной теории нейронной теории нервной системы. Нейроны различаются в анатомическом, генетическом, функциональном, трофическом, патологическом, поведенческом смысле.
2. Открытие принципа динамической поляризации нейрона. Возбуждения в нейроне всегда передаются от дендрита нервной клетки к телу и дендритам другой нервной клетки, затем к аксону этой нервной клетки. Нервные клетки соединены в цепи, передающие возбуждения от одной клетки к другой.
3. Создание новой микроскопической анатомии мозга и нервной системы. Впервые дал ясное описание нервных структур, особенно коры мозжечка, коры больших полушарий, обонятельной луковицы, спинного мозга, среднего мозга, таламуса, гиппокампа, сетчатки, вегетативных ганглиев и т. д.
4. Морфологическая разработка учения о дегенерации и регенерации в нервной системе. Сформулировал теорию нейротропизма, которая и поныне играет важную роль в работах по культивированию и трансплантации нервной ткани.
5. Изучение нейрогенеза нервной ткани как метод научного исследования.
6. Создание и усовершенствование гистологических методов, основанных на избирательной импрегнации серебром.
7. Открытия в области патологической анатомии и гистологии.[2]

## Признание

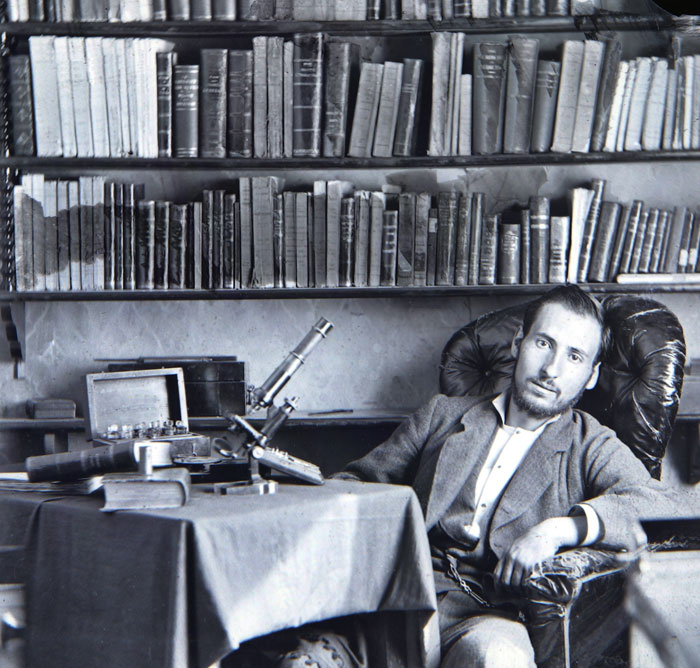
Во время учёбы в Сарагосе (1876)

За свою жизнь Рамон-и-Кахаль заслужил немало наград и почётных званий: член Королевской Испанской академии наук (5 декабря 1897), член Мадридской королевской медицинской академии (1897), член Испанского общества естественной истории (1897), член Лиссабонской академии наук (1897), почётный член Испанской академии медицины и хирургии. Его также избрали почётным доктором медицины Кембриджского (1894), Вюрцбургского университетов (1896) и доктором философии Университета Кларка (Вустер, США, 1899).
Рамон-и-Кахаль являлся членом-корреспондентом Медико-физиологического общества Вюрцбурга (1895), Медицинского общества Берлина (1895), Общества медицинских наук Лиссабона (1896), Венского общества психиатрии и неврологии (1896), Парижского биологического общества (1887), Национальной медицинской академии Лимы (1897), Институтского общества Коимбры (1898); почётным членом Итальянского психиатрического общества (1887) и Медицинского общества Гента (Бельгия, 1900). В 1906 году избран членом-корреспондентом Парижской медицинской академии, в 1909 году избран иностранным членом Лондонского королевского общества, в 1920-м — Национальной академии наук США, в 1916-м — Шведской академии наук.
Рамону-и-Кахалю присвоено несколько наград, включая Rubio Prize за «Элементы гистологии», Fauvelle Prize Парижского биологического общества (1896), Приз Москвы, присуждаемый Московской городской думой за работы в области медицины каждые три года (1897). В 1900 году на Международном медицинском конгрессе в Париже его чествовали за службу науке и человечеству. В 1901 году получил Орден Изабеллы Католической.
В марте 1904 года Рамона-и-Кахаля пригласили в Лондон, где он прочёл лекцию перед Королевским обществом, и в Университет Кларка в Вустере, США, для выступления с тремя лекциями о структуре человеческого мозга и последних исследованиях в этой области.
В 1905 году Берлинская королевская академия наук наградила Рамона-и-Кахаля медалью Гельмгольца.
В 1906 году учёного ожидала высочайшая научная награда: Нобелевская премия в области физиологии и медицины за работы по структуре нервной системы, которую он разделил с Камилло Гольджи. Учёный описал структуру и организацию клеток в различных областях головного мозга. Эта цитоархитектоника до сих пор является основой для изучения церебральной локализации — определения специализированных функций различных областей головного мозга.
В 1914 году получил Орден Почётного легиона.
В 1952 году Каролинский институт опубликовал книгу в честь столетнего юбилея учёного (Acta Physiol. Scand., Vol. 29, Suppl. 106).

## Названы в честь Рамон-и-Кахаля
- Интерстициальная клетка Кахаля
- Тельце Кахаля
- Клетка Кахаля — Ретциуса
- В 1973 году Международный астрономический союз присвоил его имя кратеру Кахаль на видимой стороне Луны.

Монумент врачу в парке Буэн-Ретиро (Мадрид)